# Ōba Kagechika
Ōba Kagechika (大庭 景親, , falecido em 1180), também conhecido como Oba Saburo Kagechika , foi um samurai do Período Heian da História do Japão . 
O terceiro filho de Oba Kageyoshi , ele lutou ao lado de seu pai, contra o Clã Minamoto , na Rebelião Hōgen em 1156 .
Kagechika é apontado como o desafiador de Minamoto no Tametomo durante a Rebelião Hōgen
| “ | Senhor Hachiman! Durante a Guerra Gosannen, no ataque contra o forte Kanazawa , Kamakura Gongorō Kagemasa , então com apenas 16 anos de idade, foi para a frente da batalha, e quando seu olho esquerdo foi perfurado por uma flecha através do seu visor, ele soltou a flecha e a jogou em seu agressor. Eu sou o mais jovem descendente de Gongorō filho de Oba Heita Kageyoshi, sou Oba Saburo Kagechika. Venha e lutar! | ” |

.
Muitos anos mais tarde, durante as Guerras Genpei , liderou as forças Taira  na vitória contra Minamoto no Yoritomo na Batalha de Ishibashiyama em setembro de 1180 . No entanto, dois meses depois, Yoritomo vence  Kagechika e o decapita.